# الموسيقى اللاتينية

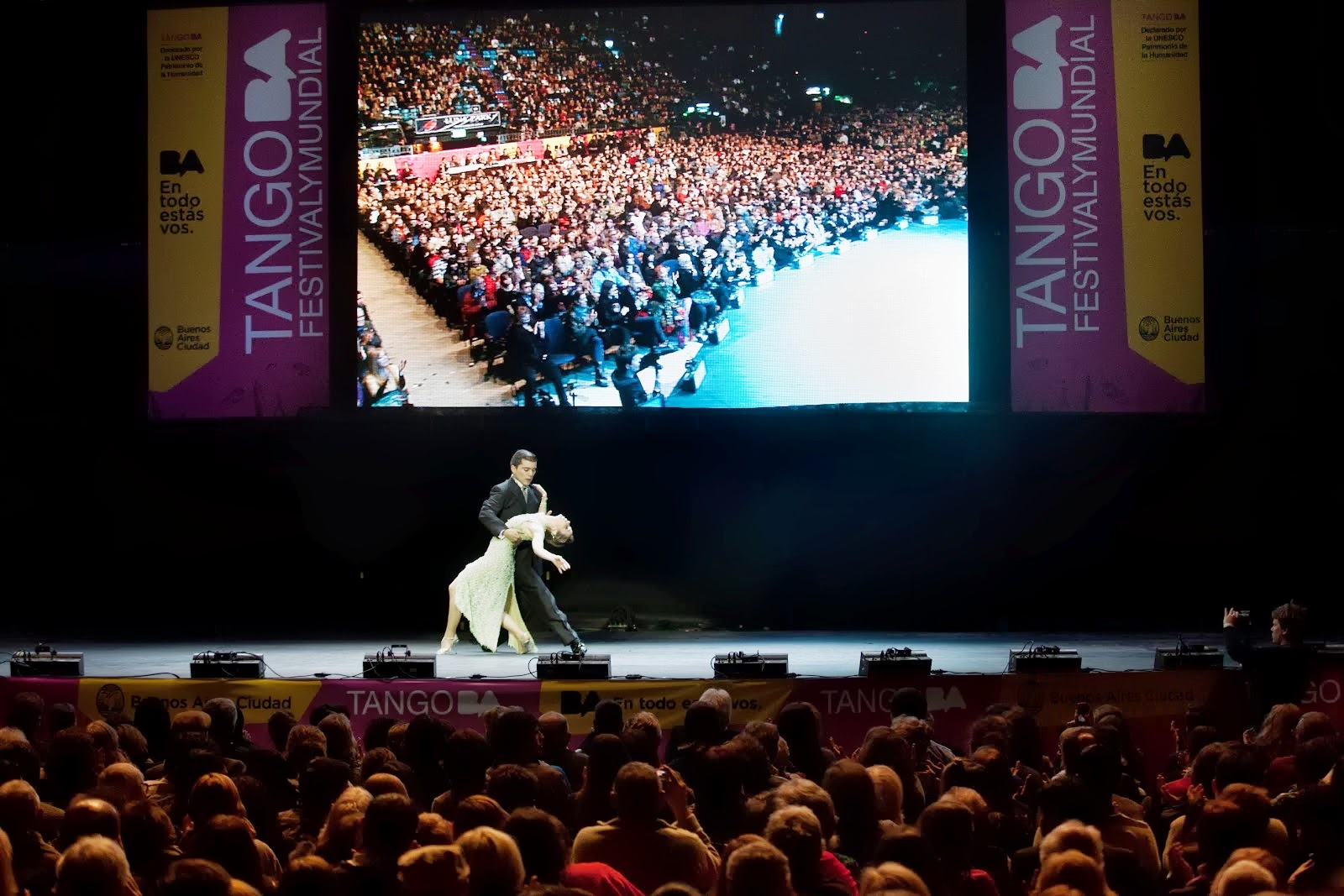
تانجو

الموسيقى اللاتينية تشير إلى أنواع الموسيقى في كل البلدان الناطقة بالإسبانية والبرتغالية وهي منتشرة في إسبانيا والبرتغال، دول أمريكا الجنوبية، والمكسيك وجزر الكاراييب والولايات المتحدة كما تلاقي انتشارا في كل البلدان ومنها دول العالم العربي.

## نبذة تاريخية

### أربعينيات وخمسينيات القرن العشرين
انطلق مصطلح «الموسيقى اللاتينية» من الولايات المتحدة الأمريكية، نتيجة للتأثير الكبير للأمريكيين اللاتينيين بسوق الموسيقى الأمريكية، وتميز الفنانين فيها منهم خافير كوجات في الأربعينيات وتيتو بوينتي في الخمسينيات والذين ازدادوا في القرون اللاحقة. كما وصف أحد الكتاب نمو شعبية الموسيقى اللاتينية من أربعينيات القرن العشرين:«أمريكا اللاتينية، التي هي جزء من العالم الذي لم ينخرط بالحرب العالمية الثانية، أصبحت الموضوع المفضل للأغاني والأفلام للأمريكيين الذين أرادوا للحظة أن ينسوا ماحدث.»
إن الدعاية الأمريكية زمن الحرب لسياسة حسن الجوار عززت هذا التأثير الثقافي،  فظهر بريز برادو ملك المامبو وألف المقطوعات الموسيقية منها «مامبو رقم 5» و«مامبو رقم 8». وفي أوج إصدارات المامبو عام 1955، تفوق بيريز في التوقعات الأمريكية لتحصد نسخته من تشا تشا تشا لأغنية أشجار الكرز الوردي وأشجار التفاح الأبيض (([Cerisiers Roses et Pommiers Blancs] خطأ: {{اللغة}}: وسم لغة غير متعرف عليه: فر (مساعدة))) المرتبة الأولى. وإلمانسيرو (بالإنجليزية: El manisero) المعروفة بالإنكليزية بالعنوان (بالإنجليزية: The Peanut Vendor) هي أيضاً تأليف بريكون كوبي من تأليف مواسيس سيمونس. مع «غوانتينامارا» (بالإنجليزية: Guantanamera) يشك بكونهما المقطوعتان الموسيقيات الأشهر في الموسيقى الكوبية. «سجلت الأغنية الأولى أكثر من 160 مرة» وبيع أكثر من مليون نسخة للنوطة الموسيقية لأغنية إلمانسيرو، وكانت أول مليون يُباع في أقراص الغراموفون لموسيقى كوبية.

### ستينيات القرن العشرين
انتشرت بوسا نوفا البرازيلية في أمريكا اللاتينية ثم أصبحت رائجة عالمياً بقيادة خاصة من أنطونيو كارلوس جوبيم. وأصبحت الروك الإسبانية شعبية عند الشباب اللاتينية في أمريكا اللاتينية، وبالأخص الفرق الأرجنتينية منها مثل ألميندرا. انطلقت شعلة كارلوس سانتانا عازف الغيتار الكهربائي المكسيكي الأمريكي الذي برز في موسيقا الروك اللاتينية، واستمرت شهرته لعقود. في أواخر الستينيات، بدأت تظهر موسيقا البوغالو بوم، وموسيقيها مثل بيريز برادو وتيتو رودريغوس وتيتو بوينتي  الذين أطلقوا أغاني فردية وألبومات لهذا النوع الموسيقي. أغلب الفرق الأخرى كانت تضم موسيقين شباب مثل (Pucho & His Latin Soul Brothers).
كان الظهور المبكر للبوجالو في أمريكا عام 1966 عند ريتشي راي وبوبي كروز. وكانت البوجالو الأكثر شعبية في الستينيات هي «بانغ بانغ (Bang Bang)» لجو كوبا الذي اعتزل الفن عام 1966، وراجت أغاني بوجالو أخرى مثل أغنية جوني كولون «بوجالو بلوز (Boogaloo Blues)» وبيتي رودريغوس «أحب هذا وأحب ذلك (I Like It like That)» عام 1967.

### سبعينيات القرن العشرين

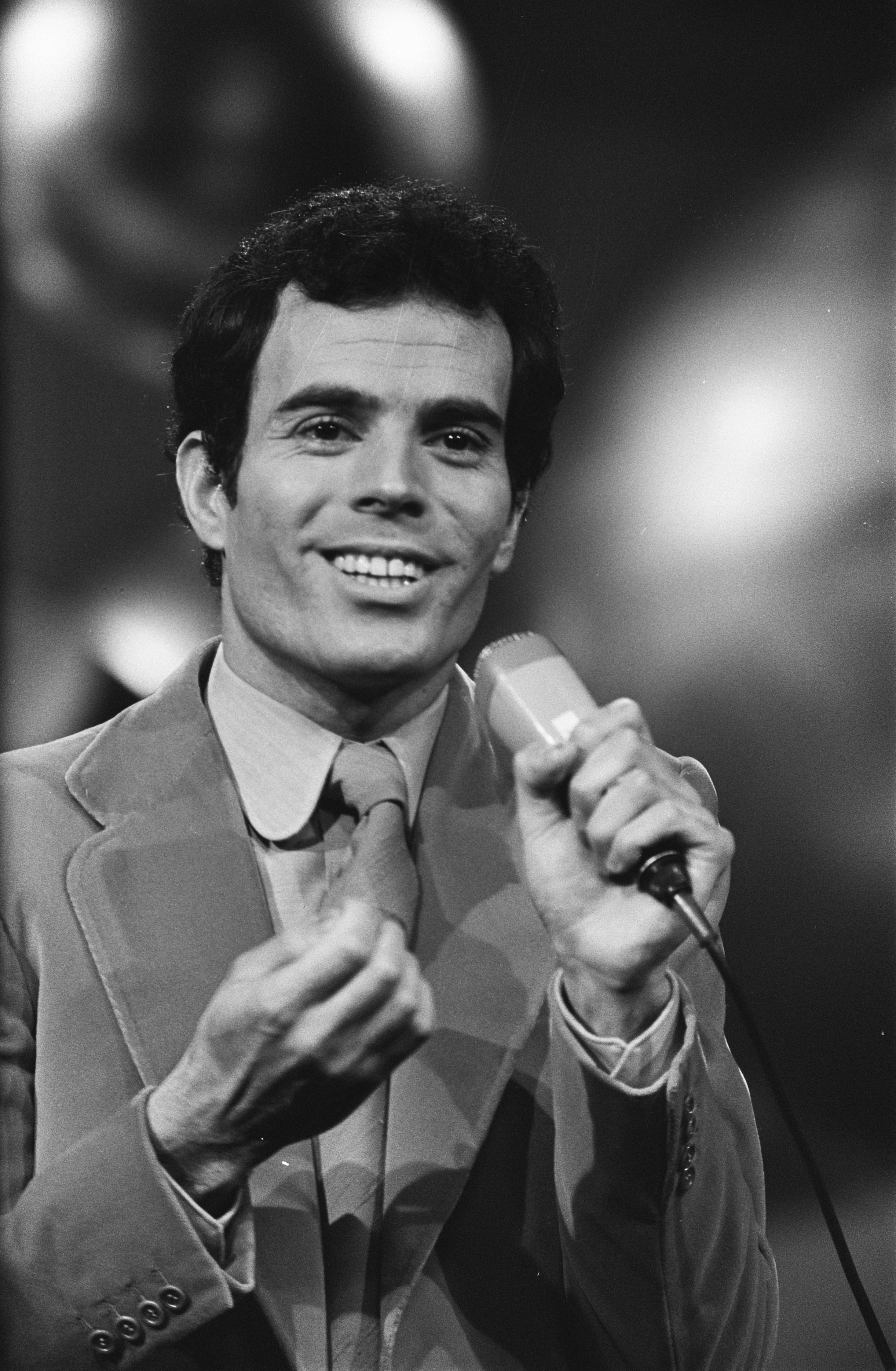
المغني الإسباني خوليو إجلسياس دخل موسوعة غينيس للأرقام القياسية عام 2013 لأفضل مبيعات لفنان لاتيني عبر التاريخ.

هيمنت موسيقى السالسا على الساحة الموسيقية الاستوائية في السبعينيات. عُرفت تسجيلات فانيا بسبب شهرة هذا النوع الموسيقي وأداء روبين بليدز وهكتور بيريز وسيليا كروز  الذين ساهموا في توسيع الرقعة الجماهيرية. في أواخر السبعينيات، أثبت المغنيين القادمون من إسبانيا مثل خوليو إجلسياس وكاميلو سيستو ورافائيل وجودهم في الخارطة الموسيقية اللاتينية وسوق الموسيقى اللاتينية في الولايات المتحدة الأمريكية. أطلقت منظمة الاتصالات الأيبيرية الأمريكية مهرجان أو تي آي عام 1972، وهو مسابقة لكتابة كلمات الأغاني للدول الإيبيرو أمريكية سوياً (أمريكا اللاتينية وإسبانيا والبرتغال). وقد صرح راميرو بور أن محتوى المسابقة والمهرجان يعد الأضخم والأكثر شهرة في عالم الموسيقى اللاتينية.

### ثمانينيات القرن العشرين
استمرت القصيدة اللاتينية لتكون الشكل الرئيسي لموسيقى البوب اللاتينية، مع سيطرة خوان غابرييل وخوسيه خوسيه وجوليو إغليسياس وروبرتو كارلوس وخوسيه لويس رودريغيز على قوائم الأغاني. فقدت موسيقى السالسا بعضاً من جاذببتها وتغير أسلوبها الموسيقي إلى إيقاع أبطأ مع مزيد من التركيز على كلمات الأغاني الرومانسية. أصبح هذا معروفًا باسم عصر السالسا الرومانسية.

### تسعينيات القرن العشرين
شهدت موسيقى بوليرو عودة شعبية بين الجمهور الأصغر سنًا. يعود الفضل إلى المغني المكسيكي لويس ميغيل في الاهتمام المتجدد بسبب نجاح ألبومه الرومانسية (1991)، وهو مجموعة من الكلاسيكيات التي غطاها الفنان. بحلول منتصف التسعينيات، سيطر فنانون أصغر على موسيقى البوب اللاتينية مثل خريج مينودو ريكي مارتن والمراهقة الكولومبية شاكيرا وابن خوليو إنريكيه إغليسياس. في نفس الوقت تقريبًا، نجح فنانون من إيطاليا مثل إيروس راماتزوتي ولورا بوسيني في العبور إلى مجال الموسيقى اللاتينية من خلال تسجيل إصدارات باللغة الإسبانية من أغانيهم. في المجال المكسيكي الإقليمي ، أصبح تيجانو النوع الأكثر شهرة. ساعدت سيلينا في دفع موسيقى تيجانو إلى السوق السائدة من خلال ألبوماتها Entre a Mi Mundo (1992) وممنوع الحب (ألبوم) (1994)، على الرغم من أن شعبية هذا النوع انخفضت بعد وفاتها في عام 1995. في مجال الموسيقى الاستوائية، كان ميرينجو، الذي جذب الانتباه في الثمانينيات، ينافس السالسا في شعبيته.

### الألفية الثانية

#### العقد الأول من القرن الواحد والعشرين
في منتصف العقد الأول من القرن الحادي والعشرين، أصبحت موسيقى الريجيتون شائعة في السوق السائدة، حيث اعتبر كل من هيكتور «الأب» تيجو كالديرون ودادي يانكي ودون عمر وويسن أند ياندل حدود هذا النوع. في المشهد الموسيقي الاستوائية، وأصبحت موسيقا الباجاتا شعبية في هذا المجال، مع فنانين مثل مونشي وألكساندرا وأفينتورا الذين نجحوا في ضواحي أمريكا اللاتينية. كان البانداذ هو الصنف الموسيقي المهيمن في الإقليم المكسيكي.

#### العقد الثاني من القرن الواحد والعشرين
وفي مطلع هذا العقد، أصبحت الإيقاعات تسيطر في الموسيقى اللاتينية بما في ذلك أنواع البوب الإلكتروني، والريجايتون والبانداذ وموسيقى الباجاتا العصرية، وانخفض عدد المطربين والمغنيين اللاتينيين بين مبرمجي الإذاعات الأمريكية اللاتينية. أصبح البث هو الشكل السائد للإيرادات في صناعة الموسيقى اللاتينية في الولايات المتحدة وأمريكا اللاتينية وإسبانيا. فخ اللاتينية اكتسبت اهتماما السائدة في منتصف العقد الثاني من القرن الواحد والعشرين مع فنانين مرموقين مثل أوزونا، وباد باني، وأنويل إي إي. في مايو 2013، ظهرت كريستينا أغيليرا على غلاف المغني المكسيكي أليخاندرو فرنانديز لأغنية "Hoy Tengo Ganas de Ti " من ألبومه Confidencias. استحوذت الموسيقى اللاتينية على 9.4 في المائة من إجمالي الاستماع إلى الألبومات في الولايات المتحدة في عام 2018، متجاوزة نوع موسيقى الريف لأول مرة.

## مناطق الانتشار
تعود أصول الموسيقى اللاتينية في الولايات المتحدة إلى الثلاثينيات مع الرومبا. كان رومبا بارزًا في الرقص على الطريقة الكوبية في الثلاثينيات، لكنه لم يكن سائدًا. لم تبدأ الموسيقى اللاتينية بالتشابك مع الثقافة الأمريكية إلا في الخمسينيات والستينيات من القرن العشرين. بدأت الموسيقى اللاتينية في الانتشار في الولايات المتحدة حيث يتعاون الفنانون اللاتينيون مع الفنانين الناطقين باللغة الإنجليزية. في عام 2017، سجلت أغنية (دسباسيتو) "Despacito" لجاستن بيبر ولويس فونسي ودادي يانكي 4.5 مليار مشاهدة على اليوتيوب. وأصبحت في عام 2017 في المرتبة السادسة لأفضل عشر أغانٍ شوهدت على اليوتيوب بفنانين لاتينيين. كانت الأغنية بداية ازدهار الموسيقى اللاتينية في الولايات المتحدة. بعض أشهر أشكال الموسيقى اللاتينية هي موسيقى السالسا، والباجاتا، والموسيقى المكسيكية الإقليمية، والتانغو، والميرينغو، والبوب اللاتيني، وريجيتون. ليصبح الأخير الأسلوب الشائع في الوقت الحاضر الذي يجمع بين موسيقى الريغي والهيب هوب الأمريكية. بعض الفنانين الأكثر شهرة اليوم هم دادي يانكي وميلي ميل وجي بالفين ونيكي جام. في عام 2018، احتلت الموسيقى اللاتينية المرتبة الثانية في إجمالي تدفقات الفيديو بحصة سوقية تبلغ 21.8٪. يميل مستمعو الموسيقى اللاتينية إلى أن يكونوا أصغر سناً وأكثر ذكاءً من الناحية التقنية، ويقترح 95٪ من الموسيقى اللاتينية التي تأتي من البث المباشر، وفقًا لجيف بنجامين.
تسببت الهجرة والعولمة في زيادة شعبية الموسيقى اللاتينية. تاريخيًا، كان للولايات المتحدة وبريطانيا سيطرة على صناعة الموسيقى، لكن الإنترنت والتكنولوجيا سمحا بالتنويع وأصبحت الموسيقى المحلية أكثر بروزًا في جميع أنحاء العالم. سمحت التطورات التكنولوجية لخدمات البث بالازدهار التي تقدم مجموعة متنوعة من الموسيقى دون الحاجة إلى الدفع مقابل كل أغنية /ألبوم فردي. أدت الزيادة في عدد الفنانين اللاتينيين الذين يعملون مع فنانين أمريكيين يتحدثون الإنجليزية إلى جعل أغاني مثل ريتمو من قبل فرقة أمريكية، والمغني الكولومبي جي بالفين متصدراً الأغاني الشعبية في قائمة الأغاني. تسببت هذه الزيادة في ارتفاع عائدات مبيعات الموسيقى اللاتينية في الولايات المتحدة من 176 مليون دولار إلى 413 مليون دولار في 2018. من عام 2016 إلى عام 2017، زاد عدد الأغاني اللاتينية على لوحة الإعلانات الساخنة 100 من أربعة إلى 19. تجاوزت الموسيقى اللاتينية الريفية و EDM من حيث مبيعات الألبومات في الولايات المتحدة في عام 2018. تسبب هذا الاتجاه في تبني موسيقى البوب في الولايات المتحدة أنماطًا معينة من الموسيقى اللاتينية. هذا جعل بعض الخبراء يتساءلون عما إذا كانت الأنواع اللاتينية الأقل شهرة ستصبح أكثر تخصصًا في المستقبل حيث تركز علامات التسجيل على المنتجات في الصناعات ذات التركيز الأكبر للمال.

## الهوامش
1. ↑  استخدمت هذه الأغنية موسيقا في فيلم شيف عام 2004